# Mazedonischer Fußball-Supercup
Der Mazedonische Fußball-Supercup ist ein nordmazedonischer Fußballwettbewerb, in dem zu Beginn einer Saison der nordmazedonische Meister und der nordmazedonische Pokalsieger der abgelaufenen Saison in einem einzigen Spiel aufeinandertreffen.

## Die Endspiele im Überblick
| Jahr      | Austragungsort          | Meister          | Ergebnis            | Pokalsieger        |                  |
| --------- | ----------------------- | ---------------- | ------------------- | ------------------ | ---------------- |
| 2011      | Philip-II-Arena, Skopje | KF Shkëndija     | 2:1                 | FK Metalurg Skopje |                  |
| 2012      | keine Austragung        | keine Austragung | keine Austragung    | keine Austragung   | keine Austragung |
| 2013      | Philip-II-Arena, Skopje | Vardar Skopje    | 1:0                 | FK Teteks Tetovo   |                  |
| 2014      | keine Austragung        | keine Austragung | keine Austragung    | keine Austragung   | keine Austragung |
| 2015      | Philip-II-Arena, Skopje | Vardar Skopje    | 1:1 n. V. 4:3 i. E. | Rabotnički Skopje  |                  |
| 2016–2025 | keine Austragung        | keine Austragung | keine Austragung    | keine Austragung   | keine Austragung |

### Rangliste der Sieger
| Rang | Verein        | Siege | Jahr(e)    | FT |
| ---- | ------------- | ----- | ---------- | -- |
| 1    | Vardar Skopje | 2     | 2013, 2015 | /  |
| 2    | KF Shkëndija  | 1     | 2011       | /  |